# 조피 추 메클렌부르크귀슈트로프 공녀
메클렌부르크의 조피(독일어: Sophie von Mecklenburg, 1557년 9월 4일 ~ 1631년 10월 14일)는 덴마크와 노르웨이의 왕 프레데리크 2세의 왕비이다.

## 생애
메클렌부르크 공 울리히 3세와 아내 엘리자베트(프레데리크 1세의 딸)의 딸로 태어났다. 그녀는 어려서 아버지으로부터 많은 지식을 물려받았으며, 당시 가장 학식이 높은 왕비로 알려졌다. 그녀는 과학에 관심이 많았으며 천문학자 튀코 브라헤를 방문하기도 했다. 1572년 7월 20일 14세의 나이에 37세의 사촌오빠 프레데리크와 코펜하겐에서 결혼했다. 그녀는 일곱 명의 자녀를 두었으며 프레데리크 2세가 죽은 뒤에는 1593년까지 나이 어린 아들 크리스티안 4세의 섭정이 되었다.

## 자녀
- 엘리자베트(1573~1626)
- 덴마크의 앤(1574~1619)
- 크리스티안 4세(1577~1648)
- 울리크(1578~1624)
- 아우구스타(1580~1639)
- 헤드빗(1581~1641)
- 요한(1583~1602)